# Corrie Winkel
Pour les articles homonymes, voir Winkel.
Kornelia "Corrie" Winkel, née le 26 février 1944 à Groningue, est une nageuse néerlandaise.

## Palmarès

### Jeux olympiques d'été
- Jeux olympiques d'été de 1964 de Tokyo
  -  Médaille d'argent sur 4 × 100 m 4 nages

### Championnats d'Europe
- Championnats d'Europe 1962 à Leipzig
  -  Médaille d'argent sur 100 m dos